# Tom & Dito
Tom e Dito foi uma dupla musical formada por Antonio Carlos dos Santos Pereira (Salvador, 3 de dezembro de 1947), o Tom, conhecido atualmente como Tom da Bahia, e Expedito Machado de Carvalho (Salvador,  - Pituba, 17/07/2024), o Dito, que surgiu em Salvador no início da década de 1970. São os compositores do tema de abertura do seriado A Grande Família, sendo os interpretes da versão original de 1972.
Em 1975 foram finalistas no Festival Abertura da TV Globo, com a música Tamanco Malandrinho.

## Discografia

### Albuns
- 1971 - Obrigado Corcovado (Tapecar)
- 1973 - Tom e Dito (Tapecar)
- 1974 - Se Mandar M'Imbora Eu Fico (Som Livre)
- 1976 - Revertério (Continental)
- 1977 - Tom e Dito (Continental)
- 1981 - Tom e Dito (Copacabana)